# Silvio Parodi
Silvio Parodi Ramos mais conhecido apenas como Silvio Parodi (Luque, 6 de novembro de 1931 - 9 de outubro de 1989) foi um ex-futebolista paraguaio. Jogava como ponta-esquerda e seu primeiro clube foi o Sportivo Luqueño. Foi um dos estrangeiros de maior sucesso do Vasco da Gama e ídolo da torcida cruzmaltina.

## Carreira
Começou sua carreira em 1951 jogando para o Sportivo Luqueño. Jogou para o clube até 1954. Nesse ano migrou para o Brasil para integrar o Club de Regatas Vasco da Gama. Foi jogador do Vasco até o ano de 1956. Após isso, mudou-se para a Itália para fazer parte da Fiorentina, onde esteve até 1957. Em 1958 teve uma breve passagem no Boca Júniors. Em 1961 foi para a Espanha para jogar no Racing de Santander. Em 1964 jogou no Millonarios da Colômbia onde foi campeão nacional.

## Família
Foi o primo do também futebolista José Parodi. E sua irmã era Margarita Parodi.

## Selecção nacional
Foi convocado para a Seleção Paraguaia entre 1953 e 1961 - que para muitos foi a melhor seleção que o Paraguai já formou.
Em 1987 passou a ser treinador da Seleção Paraguaia.

## Clubes
| Clube               | País      | Ano       |
| ------------------- | --------- | --------- |
| Sportivo Luqueño    | Paraguai  | 1951-1954 |
| Vasco da Gama       | Brasil    | 1954-1956 |
| Fiorentina          | Itália    | 1956-1957 |
| Boca Juniors        | Argentina | 1958      |
| Racing de Santander | Espanha   | 1961-1963 |
| Millonarios         | Colômbia  | 1964      |

## Títulos
Seleção do Paraguai
- Copa América: 1953

Sportivo Luqueño
- Campeonato Paraguaio: 1951 e 1953

Millonarios
- Campeonato Colombiano: 1964

Vasco da Gama
- Copa O Século (Portugal): 1955
- Campeonato Carioca:  1956

## Marca Histórica
- 3° maior artilheiro estrangeiro da história do Club de Regatas Vasco da Gama com 37 gols marcados[3].